# Barbus walkeri
Barbus walkeri is een  straalvinnige vissensoort uit de familie van eigenlijke karpers (Cyprinidae). De wetenschappelijke naam van de soort is voor het eerst geldig gepubliceerd in 1904 door Boulenger.
De soort staat op de Rode Lijst van de IUCN als Kwetsbaar, beoordelingsjaar 2006. De omvang van de populatie is volgens de IUCN dalend.